# Стефан Илиев (футболист)
Стефан Петров Илиев е български футболист, защитник, състезател на ФК Сливнишки герой (Сливница).

## Кратка спортна биография
Илиев е роден в София през 2001 година. От ранна възраст започва да тренира футбол в ДЮШ на ПФК Септември (София). През 2018 година е привлечен в ДЮШ на Сливнишки герой. През 2020 година дебютира с първия тим на Сливнишки герой.